# Рассел Гобан
Рассел Конвелл Гобан (англ. Russell Conwell Hoban; 4 лютого 1925, Лансдейл, Пенсильванія — 13 грудня 2011, Лондон) — англійський та американський письменник-фантаст.

## Біографія
Рассел Гобан народився в Пенсільванії в сім'ї єврейських іммігрантів з Острога. Його батько, Абрам Гобан, був менеджером щоденної газети «Форвертс», що видавалася на їдиш, а також директором акторської Гільдії бундистського робітничого об'єднання Арбетер Ринг у Філадельфії, та постановником вистав єврейської та російської класики на ідиш, в яких брав участь і його син. Абрам Гобан помер в 1936 році, коли його синові було 11 років, і вихованням Рассела і двох його сестер (Тани, 1917—2002, згодом фотографа та ілюстратора, і Фріди, народ. 1919) займалася мати, Джанет Діммерман.
Рассел Гобан відвідував Museum School of Industrial Art у Філадельфії. У 18-річному віці, після короткого навчання в Університеті Темпл, Гобан був призваний в діючу армію, служив на Філіппінах і в Італії, і під час військової служби в 1944 році одружився з Ліліан Ейберман, що стала згодом дитячою письменницею. Потім Гобан працював ілюстратором, намалювавши кілька обкладинок для Тайм, Sports Illustrated і The Saturday Evening Post, а також рекламним копірайтером — професії, якими пізніше опанували кілька його персонажів, — перш ніж він у 1959 році написав і проілюстрував свою першу дитячу книгу «Що це і як це працює?: силова лопата, самоскид та інші важкі машини», опубліковану видавництвом «Гарпер». Наступного року з'явилася «На добраніч, Франциска» (Bedtime for Frances), перша з серії казок про сімейство борсуків. В цілому за десять років Гобан в співдружності з першою дружиною, Ліліан, яка виступала ілюстратором його книг, випустили шість книг про Франциску і ще багато інших дитячих книжок, в тому числі «Мишеня і його батько» (The Mouse and His Child)(1967 р.), перший повноцінний роман Гобана, що досі вважається класикою дитячої літератури.

У 1968 році Гобан переїжджає до Лондона. Частково це рішення було продиктовано давньою його любов'ю до англійських оповідань про привидів і таким письменникам, як Джеймс Монтегю Родс і Маргарет Оліфант. Однак незабаром після переїзду сім'ї в Лондон його шлюб з Ліліан розпався, вона і четверо дітей поїхали назад до США, а Гобан залишився жити в Лондоні.

Перший лондонський роман Гобана, «Лев Боаз-Іахінів і Яхін-Воазов» (The Lion of Boaz-Jachin and Jachin-Boaz) (1973), близькосхідна фантазія, яка розгортається в світі, де повністю вимерли леви, був зустрінутий критикою з захопленням і заслужив визнання Пітер С. Біґл: «Це одна з тих невимовно прекрасних книг, які трапляються тобі, коли ти вже залишив надію прочитати що-небудь подібне… Мені б хотілося бути її автором».Наступний роман " «Кляйнцайт», був опублікований вже наступного року. Спираючись на власні враження від перебування в лікарні, Гобан створив незвичайний світ, в якому слово надано не тільки людям, а й самій лікарні, дзеркалу, підземці, листкам жовтого паперу. У цій книзі, за словами письменника, він відкрив «свій природний голос». Критика назвала стиль Гобана «магічним сюрреалізмом».

Гобан працював у різних жанрах фантастики. В числі його п'ятнадцяти «дорослих» романів — і альтернативна історія («Пілігрим» 1981), і «любовний» роман («Амариліс день і ніч», 2001 р.), і наукова фантастика («Fremder» 1996 р.), і так званий «магічний реалізм» («Лев Боаз-Іахінов і Яхін-Воазов», Кляйнцайт, «Mr. Rinyo-Clacton's Offer», 1998 р.).

Однак найбільш відомий науково-фантастичний твір Гобана — роман «Ходак Ріддлі», постапокаліптичне оповідання, що розгортається в Кенті (Велика Британія) через дві тисячі років після ядерної катастрофи. Роман написаний на абсолютно особливій мові-англійській, що зазнала у ході століть вражаючі фонетичні зміни. Книга мала приголомшливий успіх «Нью-Йорк таймс» віддала під хвалебну рецензію на неї всю першу смугу. Критик Пітер Кері писав про цю книгу: «не так-то просто винайти цілий новий світ, історію і мову; і якщо на перший погляд „Ходак Ріддлі“ здасться чимось на зразок Чосера з масою помилок, не впадайте у відчай. Вже з другої сторінки ви самі заговорите цією мовою, як рідною». Знаменитий критик Гарольд Блум включив «Ходака Ріддлі» «в свій літературний огляд» «Західний канон». Ентоні Берджес у своїй рецензії заявив, що «саме такою і повинна бути справжня література». У 2002 р роман був перевиданий в розширеному варіанті, з введенням і післямовою, приміткою і словничком «мови майбутнього».

Навіть почавши писати «дорослі» романи, Гобан не залишив дитячу літературу: у 1974 р він публікує книжку для дітей «Як Том переміг капітана Наджорка і його найманих гравців»(«How Tom Beat Captain Najork and his Hired Sportsmen»), за яку був удостоєний престижної премії Вітбреда. У 1986 р виходить Марципанове порося («The Marzipan Pig»), у 1989 — «Чудовиська» («Monsters»), у 1993 — «К. Р. О. Т. (копати Руками дуже важко)»(«M. O. L. E.»), у 1996 — «Дорога на Троквіль»(«The Trokeville Way»), у 2001 — «Лев Джима» («Jim's Lion»).

## Родина
У Гобана було четверо дітей від його першої дружини, Ліліан Аберман Гобан. Їх дочка Фібі Гобан-журналіст і біограф, що спеціалізується на мистецтві.Пара розлучилася у 1975 році, і в тому ж році Гобан одружився з Гундулі Ахл, яка працювала в модному лондонському книжковому магазині Траслав та Генсон. З Ахл у нього було троє дітей, один з яких — композитор Віланд Гобан, якому був посвячений Ходак Ріддлі. Віланд Гобан поклав один з текстів свого батька на музику у своїй п'єсі " Нічні дороги "(1998-99).
Сестра Гобана, Тана Гобан (1917—2006), була фотографкою і дитячою письменницею. Мав також сестру Фріду Гобан Елліс 1919 року народження.

## Останні роки
Романи Гобана здобули культовий статус, а його репутація як дитячого письменника незмінно була на висоті. Незважаючи на проблеми зі здоров'ям (з 1966 року він страждав діабетом; тричі проходив операцію коронарного шунтування; за онкологічними показаннями у нього була видалена частина легені, а в останні роки його майже прикував до ліжка прогресуючий артрит), Хобан продовжував працювати до самої смерті. Останній його роман, «Анжеліка втрачена і знайдена»(«Angelica Lost and Found»), який йому ще валося побачити опублікованим, був виданий в листопаді 2010 р.

Хобан помер 13 грудня 2011 року. Одного разу він з жалем зауважив, що смерть була б хорошим кар'єрним кроком: «Люди скажуть: „так, Гобан, він здається цікавим письменником, давайте подивимося на нього ще раз“.»
Дві нові книги Гобана були опубліковані посмертно видавництвом Walker Books в 2012 році: Сончайлд, ілюстрована Алексісом Діконом, і «Чарівний кінь Розі», ілюстрований Квентіном Блейком. Дікон також надав ілюстрації для нової версії Jim's Lion, опублікованої в 2014 році, яка змінила формат з традиційної книжки з картинками на комбінацію текстових глав і коміксів.
Після його смерті документи Гобана були заархівовані письменником Полом Купером, а в 2016 році архів був придбаний Бібліотекою рідкісних книг і рукописів Бейнеке при Єльському університеті. «Russell Hoban's manuscripts and Apple II acquired by Yale's Beinecke Library».

## Діяльність фанатів та спільноти
У травні 1998 року Дейв Оул, письменник/виконавець з експериментальної Чиказької театральної трупи «Неофутуристи», запустив перший всеосяжний довідковий вебсайт Рассела Гобана, Голова «Орфея» (The Head of Orpheus), куди Рассел Гобан регулярно вносив новини та інформацію аж до своєї смерті. Восени 1999 року Оул заснував онлайн-спільноту за темами творів Гобана під назвою "Кракен "(назва на честь одного з персонажів роману Гобана 1987 року «Частота медузи»), яка виросла в міжнародну мережу шанувальників Рассела Хобана.
У 2002 році почався щорічний фанатський захід, що отримав назву Slickman A4 Quotation Event (SA4QE) (названий на честь його засновниці Діани Слікман, також члена неофутуристів), в ході якого прихільники Гобана відзначають його день народження, записуючи улюблені цитати з його книг (незмінно на аркушах жовтого паперу формату А4, повторюваний мотив Гобана) і залишаючи їх в громадських місцях. До 2004 року ця подія відбулася тричі. З лютого 2011 року вона проводиться щорічно, і понад 350 цитат розподіляються по 46 містах і селах у 14 країнах.
У 2005 році шанувальники з усього світу відзначали творчість Гобана в Лондоні на першому Міжнародному конгресі автора, присвяченому Расселу Гобану-Поасьюму (каламбур на симпозіумі від Ріддлі Вокера). Організатори опублікували буклет в ознаменування цієї події, в якому були дані поваги Гобану від різних авторів, включаючи акторки Гленди Джексон, письменника Дейвіда Мітчелла, композитора Гаррісона Бьортвістла і сценариста  Ендрю Девіса.
У 2012 році з'явився новий «офіційний» вебсайт Рассела Гобана, www.russellhoban.org, який був розроблений та запущений добровольцями зі спільноти з шанування сім'ї автора.

## Сценічні адаптації
У 1984 році письменник співпрацював з театральним кооперативом Impact над виставою під назвою «Несуча частота». Гобан надав текст для п'єси, яка була поставлена і виконана компанією Impact. У 1999 році «Несуча частота» була відновлена театральною компанією Stan's Cafe..
У лютому 1986 року у  Королівському театрі біржі в Манчестері відбулася прем'єра театральної версії роману автора «Ходак Ріддлі» (адаптованої самим Гобаном). Його прем'єра в США відбулася в театрі Chocolate Bayou в квітні 1987 року, режисер Грег Роуч.
У листопаді 2007 року екранізація Гобанівського «Ходака Ріддлі» була спродюсована (втретє) театральною трупою «Ред Кеттл» в Вотерфорд, Ірландія, і була позитивно оцінена в «Айріш Таймс»."Reviews".
У березні 1989 року театральна трупа Tower Theatre Company представила сценічну адаптацію «Кляйнцайта» під керівництвом режисера Пета Баркера.
У 2011 році трупа лялькового театру Trouble Puppet Theater Company зробила адаптацію «Ходака Ріддлі»" з дозволу і за сприянням самого Рассела гобана. Художній керівник Коннор Гопкінс створив п'єсу театру ляльок, вистави якої проходили з 29 вересня по 16 жовтня 2011 року в театрі Salvage Vanguard в Остіні, штат Техас, США. У постановці використовувалася настільна лялькова постановка, натхненна традицією Бунраку, і мала успіх у глядачів і критиків.
У 2012 році Королівська шекспірівська трупа оголосила, що в рамках зимового сезону 2012-13 років відбудеться прем'єра нової постановки роману Гобана «Мишеня і його батько».

## Премії та нагороди
Книжка з картинками «Як Том переміг капітана Наджорка і його найманих гравців» («How Tom Beat Captain Najork and his Hired Sportsmen») (1974), написана Гобаном та ілюстрована  Квентіном Блейком і опублікована  Jonathan Cape, розділила щорічну премію Вайтбріда (1974 Whitbread Awards) за дитячі книги.
Роман «Ходак Ріддлі», опублікований видавництвом" Кейп "в 1980 році, отримав Меморіальну премію Джона В. Кемпбелла 1982 року за кращий науково-фантастичний роман, був визнаний журі кращим науково-фантастичним романом року, опублікованим англійською мовою, і приз «кращий міжнародний роман» на Австралійській науковій конференції 1983 року премію Дітмар.

## Твори (відбірково)

### Літературні твори
- Die Fränzi-Reihe (The Frances books)
- Fränzi geht schlafen (Bedtime for Frances) (1960)
- Fränzi hat ein Schwesterchen (A Baby Sister for Frances) (1964)
- Fränzi mag gern Marmelade (Bread and jam for Frances) (1966)
- The Mouse and His Child (Мишеня та його батько)(1967)
- Fränzis Schwester hat Geburtstag (A birthday for Frances) (1968)
- Best Friends for Frances (1969)
- Fränzi ist unvorsichtig (A bargain for Frances) (1970)
- Riddley Walker (Ходак Ріддлі) (1980)
- Pilgermann[en](1983)
- Fremder (1996)
- Mr Rinyo-Clacton's Offer (1998)
- Amaryllis Night and Day (2001)
- The Bat Tattoo (2002)
- Her Name Was Lola (2003)
- Come Dance With Me (2005)
- Linger Awhile (2006)
- My Tango with Barbara Strozzi (2007)
- Angelica Lost and Found (2010)
- Soonchild (2012)

### Фільмографія
- The Mouse and His Child (Мишеня і його батько) (1977)
- Щоденник черепахи[en] (1985)